# Cercle celtique d'Ahès de Carhaix
Le Cercle celtique d'Ahès de Carhaix (Kelc'h Keltiek Karaez en breton) est un des plus anciens cercles celtiques de Bretagne, puisqu'il a été créé en 1947,. Il est affilié à la confédération Kenleur et évolue en troisième catégorie.

## Histoire

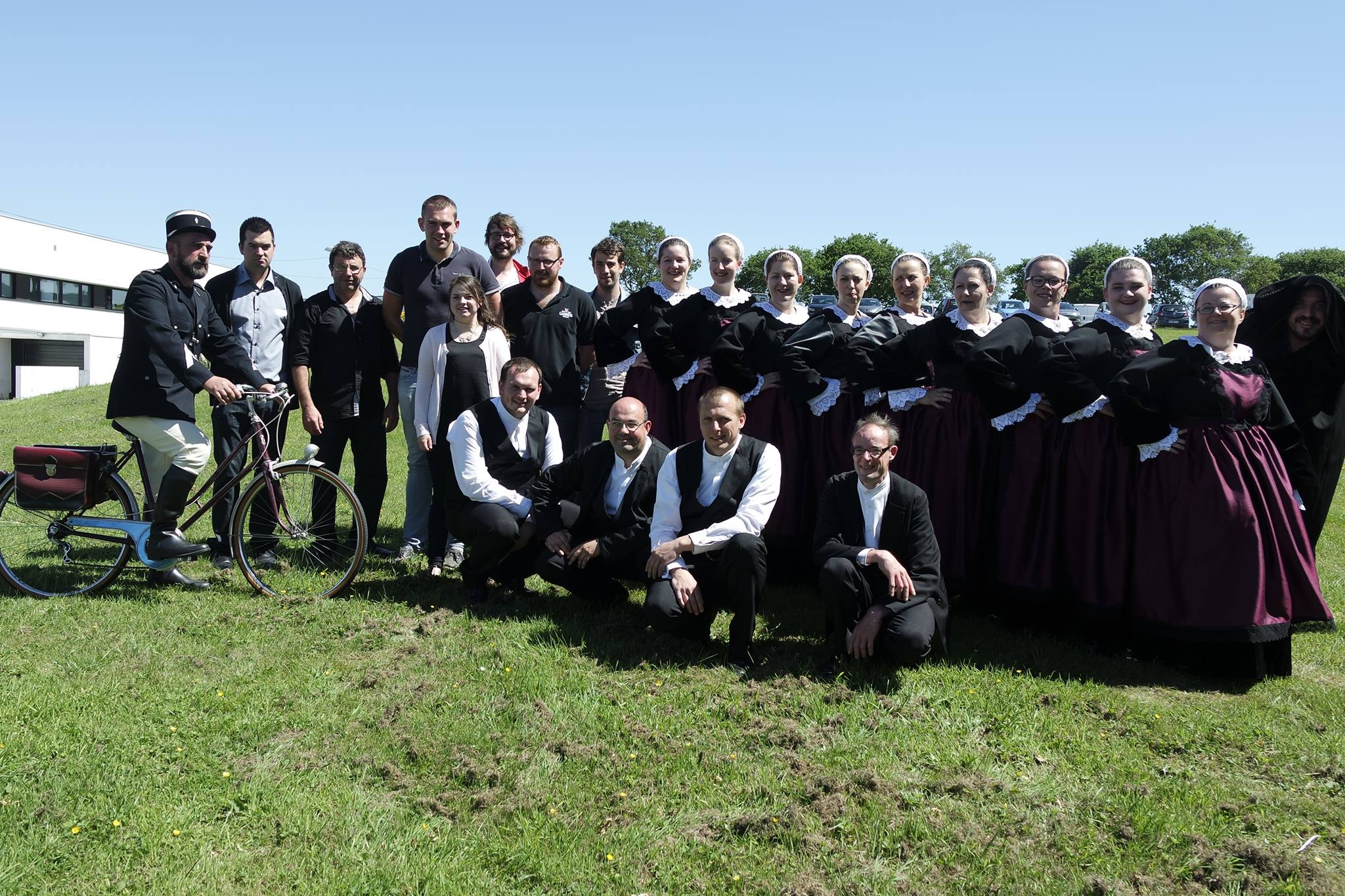
Le cercle au concours Kendalc'h en 2015.

L’association est fondée en février 1947 par Jean Allix et Albert Trévidic, ce dernier comptant parmi les instigateurs des festoù-noz en salle et les fervents défenseurs du patrimoine culturel local,,.
Le nom a été choisi pour rappeler la légende selon laquelle Gradlon, roi de Cornouaille, fit don de l’ancienne capitale des Osismes à sa fille Ahès. La cité pris alors le nom de Ker-Ahès ou Karaez,.
Des chanteurs et sonneurs du cercle sont, par la suite devenus des figures quasi légendaires de la culture bretonne et qui ont contribué à la popularité que connaît aujourd'hui la musique bretonne. C'est le cas notamment des sœurs Goadec chanteuses de Kan ha diskan ou encore Per Guillou, luthier sonneur qui a donné son nom à un concours de musique annuel à Carhaix font partie de ceux-là. D'autres ont connu une carrière plus locale comme les chanteurs Kerharo.
Tout au long de ses années d’existence, le Cercle n’a pas connu d’interruption de ses activités et a su conserver son dynamisme. Sollicité dès sa création pour ses prestations de qualité, il remporta le 1er prix de danse à La Baule en 1949. Le Cercle se produisit hors de Bretagne dès 1956. Les premiers déplacements à l’étranger, notamment en Allemagne, eurent lieu dès 1966, faisant ainsi découvrir la musique, la danse et les costumes du Centre Bretagne hors des frontières de l’hexagone.
Le collectage de photos, gravures ou témoignages a permis, au fil du temps, de remettre à neuf d’anciens costumes, de faire revivre certaines modes ou de recréer des costumes disparus.
Le Cercle a été mis à l’honneur quatre fois au cours de ces vingt dernières années au festival de Cornouaille pour l’élection de la reine de Cornouaille : 
- Josette Dubois : première demoiselle d’honneur en 1986 ;
- Odile Le Goff : Reine de Cornouaille en 1989 ;
- Emmanuelle Gouriou : première demoiselle d’honneur en 1996[6] ;
- Fanny Lautrou : deuxième demoiselle d'honneur en 2011[7],[1],[5].

Le Cercle Celtique d’Ahès adhère à la Confédération Kenleur depuis la création de celle-ci en 1950.
Tous les ans, le Cercle participe au concours organisé par la confédération et évolue actuellement en troisième catégorie.

## Présentation

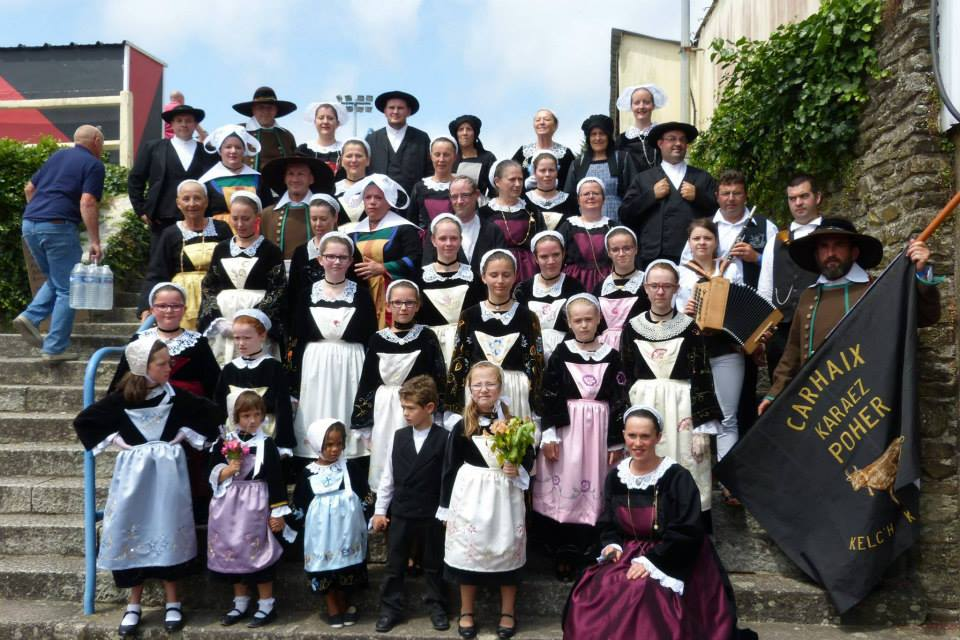
Le Cercle au festival Bagadañs de Carhaix en 2015.

### Répertoire
La danse traditionnelle du cercle de Carhaix est la gavotte du Poher ou des Montagnes, comprenant un ton simpl, un tamm-kreiz (morceau du milieu) pour permettre aux danseurs de reprendre leur souffle et un ton doubl. Ce morceau du milieu peut être dansé en rond ou par deux. Lors de ces représentations , le cercle danse des danses de son terroir mais aussi des danses des terroirs voisins.

### Costumes
Le collectage de photos, gravures, les témoignages ont permis de remettre à neuf d'anciens costumes, de faire revivre certaines modes ou de recréer des costumes disparus.
Les danseurs et danseuses du cercle portent actuellement le costume traditionnel de la région de Carhaix à différentes époques. La mode de Carhaix en matière de costume est dite « fiçel » pour les hommes et « penn-colvez » ou « corledenn » pour les femmes.

### Les coiffes

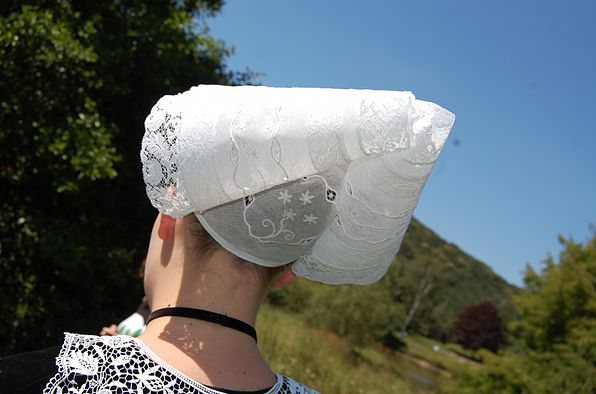
Cornette de Carhaix

Le Cercle Celtique de Carhaix porte actuellement trois types de coiffes . 
- La coiffe de la Feuillée de 1840 inspirée des gravures de François Hippolyte Lalaisse . La coiffe et le col sont en lingerie blanche. La coiffe enserre la tête sans laisser voir la chevelure. Ses longues ailes qui tombent de chaque côté du visage sont rejetées et fixées à l’arrière de la tête, laissant voir le bonnet plissé.
- La coiffe plate . La coiffe, appelée « Penn-Kolvez » ou « Korledenn », est simple et fonctionnelle. Elle a évolué pour devenir ronde et plate. Elle a perdu ses ailes mais sa visagière a été conservée. Celle-ci est pliée en deux sous la coiffe qui repose sur un fond noir le « bonned du ».
- La cornette. Lors des jours de grandes fêtes (mariages…), la mariée et la demoiselle d’honneur portent la coiffe de cérémonie appelée « Korned ». Elle se constitue d’un rectangle de tulle brodé, agrémenté de dentelle. Le pliage donne à la coiffe sa forme en pointe à l’arrière de la tête. L’inclinaison de cette pointe permet de déterminer la commune dans laquelle elle est portée.

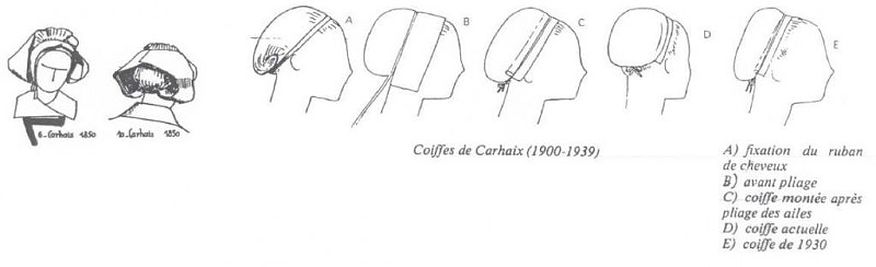
Évolution de la coiffe de Carhaix

## Représentation et concours
Le cercle remporte le premier concours de danse à La Baule en 1949. Le cercle se produit hors de Bretagne dès 1956. Les premiers déplacements à l'étranger, notamment en Allemagne, eurent lieu dès 1966, faisant ainsi découvrir la musique, la danse et les costumes du centre Finistère hors de France.
Le groupe spectacle se compose actuellement d’une vingtaine de danseurs et danseuses dont l’objectif premier est de produire des spectacles de qualité.
En 1989, le cercle accède à la première catégorie, mais il ne peut s'y maintenir et redescend en deuxième catégorie.
En 2012, le cercle est classé 3e en deuxième catégorie.
En 2014, le cercle redescend en 3e catégorie du fait d'une refonte du championnat destinée à équilibrer le nombre de groupes dans chaque catégorie et un résultat décevant lors de la première manche du championnat.
En 2019, le cercle  descend en 4e catégorie.
En 2022 , le cercle remonte en 3e catégorie
Spectacles récents : L'évolution de la musique bretonne (2006), Le mariage (2007), La mine (2009), Rivalité (2010), Les deux bossus (2011), La légende de l'Ankou (2012), Les quatre saisons (Pevar amzer) (2014), Un gendarme à Carhaix (2015), Papegault (2016),, Carhaiment à l'Ouest (2018), « koñtrol » (2019), Discorde (2022), C'hoariomp! (2023)

### Sources et bibliographie
- « Cercle celtique. Une cinquantaine d'adhérents », Le Télégramme,‎ 29 octobre 2014 (ISSN 0751-5928, lire en ligne, consulté le 16 mars 2017)
- « Carhaix. Le cercle celtique d’Ahès a bientôt 70 ans », Ouest-France,‎ 15 novembre 2016 (ISSN 0999-2138, lire en ligne, consulté le 16 mars 2017)
- « Carhaix. Le cercle celtique se produit en public », Ouest-France,‎ 2 mai 2016 (ISSN 0999-2138, lire en ligne, consulté le 16 mars 2017)
- « Cercle et Bagad. Ils ont 70 ans ! », Le Télégramme,‎ 17 février 2017 (ISSN 0751-5928, lire en ligne, consulté le 16 mars 2017)
- « Cercle Celtique d'Ahès Carhaix », sur filetsbleus.free.fr, Festival des Filets bleus de Concarneau (consulté le 16 mars 2017)
- « Cercle Celtique d'Ahès », sur kenleur.com, Kenleur (consulté le 16 mars 2017)
- "Dans les coulisses du Cercle celtique Ahès de Carhaix en déplacement" , Le Télégramme, 19 avril 2022